# Sekten-Shintō
Als Sekten-Shintō (jap. 教派神道, kyōha shintō oder 宗派神道, shūha shintō) wurde vor Beginn des Zweiten Weltkriegs der von dreizehn offiziell anerkannten Shintō-Sekten ausgeübte Shintō verstanden. Diese Sekten wurden 1882 per Gesetz im Gegensatz zu den Institutionen des Schrein-Shintō aus dem damaligen Staats-Shintō ausgeschlossen. Die meisten existieren gegenwärtig noch als eigenständige Organisationen. Nach Ende des Zweiten Weltkriegs und der Abschaffung des Staats-Shintō entwickelte sich dann eine Vielzahl neuer Sekten (shintōkei shinshūkyō).
Der Begriff „Sekte“ ist hierbei als wertungsfreie Übersetzung des japanischen „kyōha“ zu verstehen, äquivalent zu „Religionsgemeinschaft“ oder „Konfession“.

## Überblick
Auflistung der dreizehn offiziellen Shintō jūsampa (神道十三派, wörtl. „13 Sekten des Shintō“), sortiert nach dem Datum der Anerkennung durch die japanische Regierung:
| Name                                                           | Gegründet | Anerkannt | Stifter             | Eigenheiten | Mitglieder | Hauptquartier                     |
| -------------------------------------------------------------- | --------- | --------- | ------------------- | --- | ---------- | --------------------------------- |
| Kurozumi-kyō (黒住教)                                          |           | 1876      | Kurozumi Munetada   | Erste der unabhängigen Sekten, größtenteils in West-Japan aktiv                                                     | 300.000    | Okayama                           |
| Shintō shūsei-ha (神道修成派)                                  | 1873      | 1876      | Nitta Kuniteru      | Konfuzianisch ausgerichtet, nicht mehr sehr aktiv nach 1945                                                         | 42.000     | Suginami, Tokio                   |
| Izumo Ōyashiro-kyō (出雲大社教)                                |           | 1882      | Senge Takatomi      | Orientiert sich am Izumo-Schrein                                                                                    | 1.190.000  | Hikawa-gun, Präfektur Shimane     |
| Fusō-kyō (扶桑教)                                              | 1873      | 1882      | Shishino Nakaba     | Nach dem Zweiten Weltkrieg insbesondere im Bereich der Berg-Verehrung tätig                                         | 46.000     | Setagaya, Tokio                   |
| Jikkō-kyō (實行教, vereinfacht 実行教)                         |           | 1882      | Shibata Hanamori    | | 11.000     | Saitama, Präfektur Saitama        |
| Shinshū-kyō (神習教)                                           | 1880      | 1882      | Yoshimura Masamochi | Synthese aus dem Kult um den Berg Ontake und anderen Richtungen                                                     | 2.800.000  | Setagaya, Tokio                   |
| Ontake-kyō (御嶽教)                                            | 1882      | 1882      | Shimoyama Ōsuke     | Berg Ontake in der Präfektur Nagano als Heiligtum                                                                   | 580.000    | Nara                              |
| Shintō Taisei-kyō (神道大成教 / 大成教)                        |           | 1882      | Hirayama Seisai     | Gegenwärtig nicht aktiv                                                                                             | 51.000     | Shibuya, Tokio                    |
| Shinri-kyō (神理教)                                            |           | 1884      | Sano Tsunehiko      | | 300.000    | Kitakyūshū                        |
| Misogi-kyō (禊教)                                              | 1834      | 1894      | Inoue Masakane      | Unterdrückt zur Zeit der Tokugawa, danach Aufspaltung, wovon die eine Richtung sich der Shintō Taisei-kyō anschloss | 99.000     | Kitakoma-gun, Präfektur Yamanashi |
| Shintō Honkyoku (神道本局), nach 1940 Shintō Taikyō (神道大教) | 1885      | 1896      |                     | Kein Stifter, wenig Einfluss nach Kriegsende                                                                        | 40.000     | Minato, Tokio                     |
| Konkō-kyō (金光教)                                             | 1885      | 1900      | Akazawa Bunji       | Betreibt Kirchen in Amerika, schon vor dem Zweiten Weltkrieg in Übersee tätig                                       | 440.000    | Asakuchi-gun, Präfektur Okayama   |
| Tenri-kyō (天理教)                                             | 1838      | 1908      | Nakayama Miki       | Zählt gegenwärtig zu den neuen religiösen Bewegungen in Japan                                                       | 1.880.000  | Tenri                             |

Einige Bewegungen – Kurozumi-kyō, Misogi-kyō, Konkō-kyō und allen voran Tenri-kyō – haben sich so weit vom Shintō entfernt, dass sie eher zu den neuen religiösen Bewegungen in Japan (新宗教, shinshūkyō) gezählt werden. Die sich vom Shintō ableitenden neuen religiösen Bewegungen werden auch shintōkei shinshūkyō (神道系新宗教, dt. etwa: „Shintō-artige neue Religion“) genannt.
Von der anderen großen Ausrichtung des Shintō, dem Schrein-Shintō, grenzt sich der Sekten-Shintō hauptsächlich in folgenden Punkten ab:
- Betonung der Glaubensgrundsätze und Aktivitäten der Gründer der jeweiligen Sekte anstelle der Bewahrung des nationalen Glaubens und der dazugehörigen Traditionen
- Voneinander und auch von den Schreinen unabhängige Organisation als religiöse Körperschaften
- Offensive Missionierung
- Annähernd gleiche, manchmal sogar größere Anzahl von Frauen im Klerus der jeweiligen Organisation (im Klerus des Schrein-Shintō ist das Verhältnis von Männern zu Frauen etwa 10:1) [2]

## Geschichte
Mit der Meiji-Restauration wurde durch die Trennung von Buddhismus und Shintō (Shinbutsu-Bunri) im Jahr 1868 und die Verstaatlichung der Schreine ein Staats-Shintō aus der alten Volksreligion geschaffen. Bis dato existierten beide Religionen als Synkretismus (Shinbutsu-Shūgō), dessen Haupteinfluss die buddhistische Überlieferung und der Ahnenkult der kaiserlichen Familie war. Daneben gab es aber auch so unterschiedliche Einflüsse wie archaische Fruchtbarkeitskulte um gigantische Penisse, Verehrung von Reisgöttern, Anbetung von Naturgeistern, polynesische Mythen, Daoismus, Schamanismus, der ursprünglich wahrscheinlich mit dem koreanischen und sibirischen verwandt ist und Hindu-Götter.
Mit der Aufspaltung in Buddhismus und Shintoismus musste der Shinto als Staats-Shintō damit erst einmal rekonstruiert beziehungsweise neu erschaffen werden. Dazu gehörte auch der im Jahr 1882 erfolgte Ausschluss bestimmter Richtungen im Shintō, die nicht mit der Staatsideologie in Einklang zu bringen waren. Ihnen wurde die staatliche Unterstützung entzogen, und sie wurden im offiziellen Sprachgebrauch nicht mehr als jinja, „Schrein“, sondern als kyōkai, „Kirche“, oder kyōha, „Sekte“ bezeichnet.
1895 schlossen sich acht dieser Abspaltungen zur „Shintō-Vereinigung“ (神道同志会, Shintō Dōshikai) zusammen. Dies waren im Einzelnen: Izumo-Taisha-kyō, Kurozumi-kyō, Ontake-kyō, Jikkō-kyō, Shinshū-kyō, Taisei-kyō, Fusō-kyō und Jingū-kyō (神宮教; die „Stiftung zur Unterstützung der Schreine“ (神宮奉賛会, Jingū Hōsankai)). 1899 traten Shintō Honkyoku, Shinri-kyō und Misogi-kyō bei, dabei wurde der Name der Organisation in „Shintō-Konferenz“ (神道懇話会, Shintō Konwakai) geändert. 1912 traten Shintō-shūsei-ha, Konkō-kyō und Tenri-kyō bei, und der Name wurde ein weiteres Mal geändert, diesmal in „Verein aller Shintō-Sekten“ (神道各教派連合会, Shintō Kakukyōha Rengōkai). Im Jahr 1934 wurde der noch heute gültige Name „Sekten-Shintō-Verband“ (教派神道連合会, Kyōha Shintō Rengōkai) angenommen.
1945 wurde der Staats-Shintō von der alliierten Besatzungsmacht aufgelöst, und alle Tempel, Schreine und religiösen Gemeinschaften in Japan fielen auf denselben Status wie die obigen Sekten zurück, denn in der Verfassung von 1947 wurde festgeschrieben, dass keine religiöse Organisation staatliche Mittel erhalten sollte. Lediglich eine Handvoll Schreine wird seitdem als „staatliche Ämter“ geführt, die zwar mit staatlichen Mitteln unterstützt werden, aber offiziell nicht als religiöse Einrichtung gelten.
Weitere Ein- und Austritte aus dem „Verband der Shintō-Sekten“ brachten deren Zahl schließlich auf heutige Zahl: 1956 die Aufnahme von Ōmoto (大本), 1970 der Austritt von Tenri-kyō und sechs Jahre später der von Taisei-kyō. Shinshū-kyō trat 1959 aus und 1994 wieder ein.